# ルートヴィヒ・リーデル

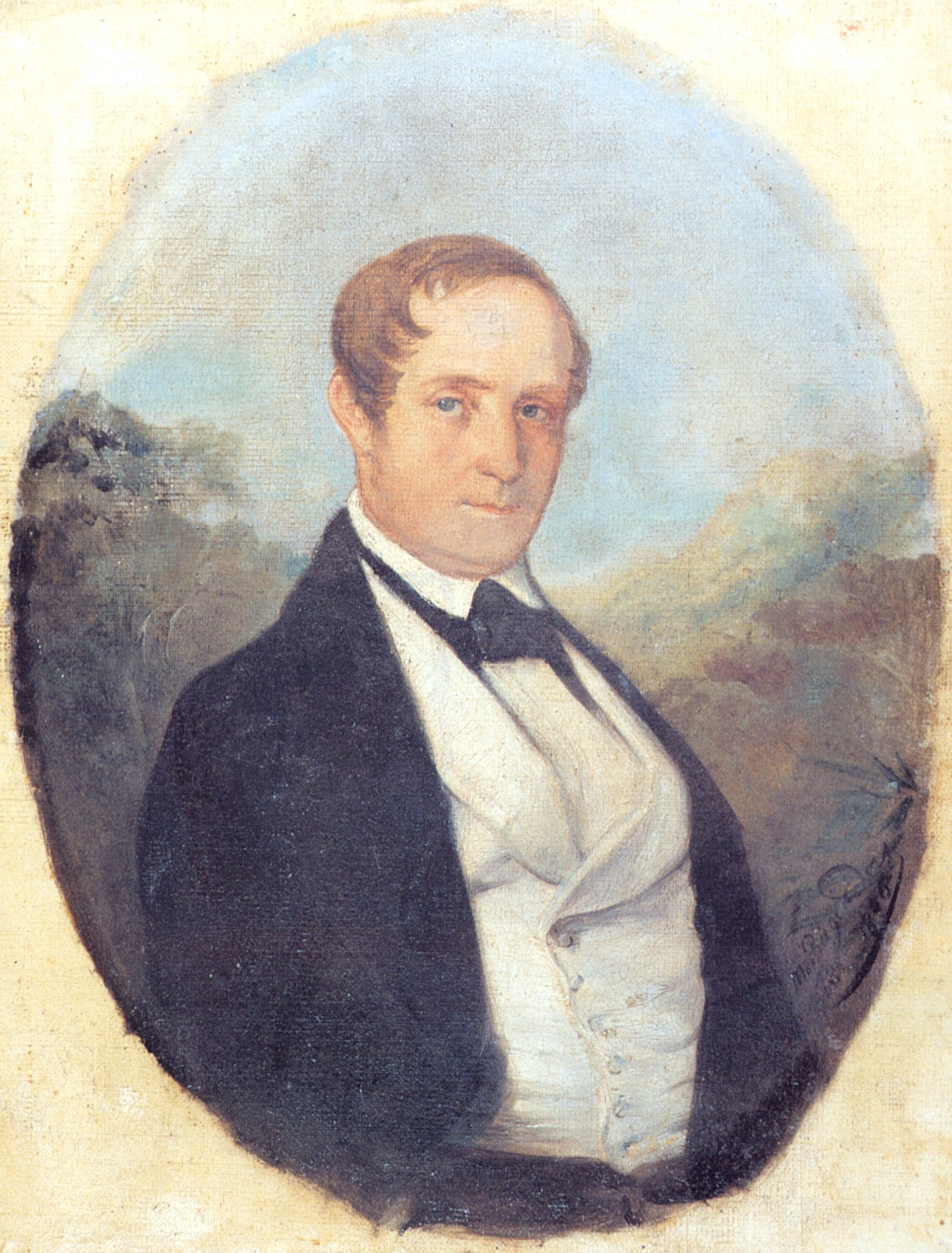
Ludwig Riedel

ルートヴィヒ・リーデル（Ludwig Riedel,1790年3月2日 - 1861年8月6日）はドイツの植物学者である。ゲオルク・ハインリッヒ・フォン・ラングスドルフが率いたサンクトペテルブルク科学アカデミーによるブラジルの博物学探検に参加した植物学者の1人である。探検の後もブラジルで働いた。
ベルリンで生まれた。プロイセン軍で働いた後、南フランスで植物調査をしていた。ラングスドルフの探検のメンバーに選ばれ、1821年にブラジルに渡った。アマゾン川を船で遡上する探検旅行は、1826年の出発から3年間にわたり、ラングスドルフを含む多くの隊員はは伝染性の熱病に罹患する困難なものになった。ラングスドルフが離脱し、ヨーロッパに帰国した後、1829年にリーデルも、サンクトペテルブルクに戻り2年間の休養の後、再びブラジルに渡り、リオ、サンパウロやミナス·ジェライスの周辺で植物の採集を行った。1836年にブラジル国立博物館の正式職員として、外国人としてはじめて雇われ、博物館付属の林業試験場(Horto Florestal)を設立し、園長となった。
リーデルの名に献名された属名、Riedelia はツツジ科、クマツヅラ科、ショウガ科にある他、多くの種に献名されている。